# 阿奎斯峰
41°53′19″N 2°59′40″E / 41.88861°N 2.99444°E

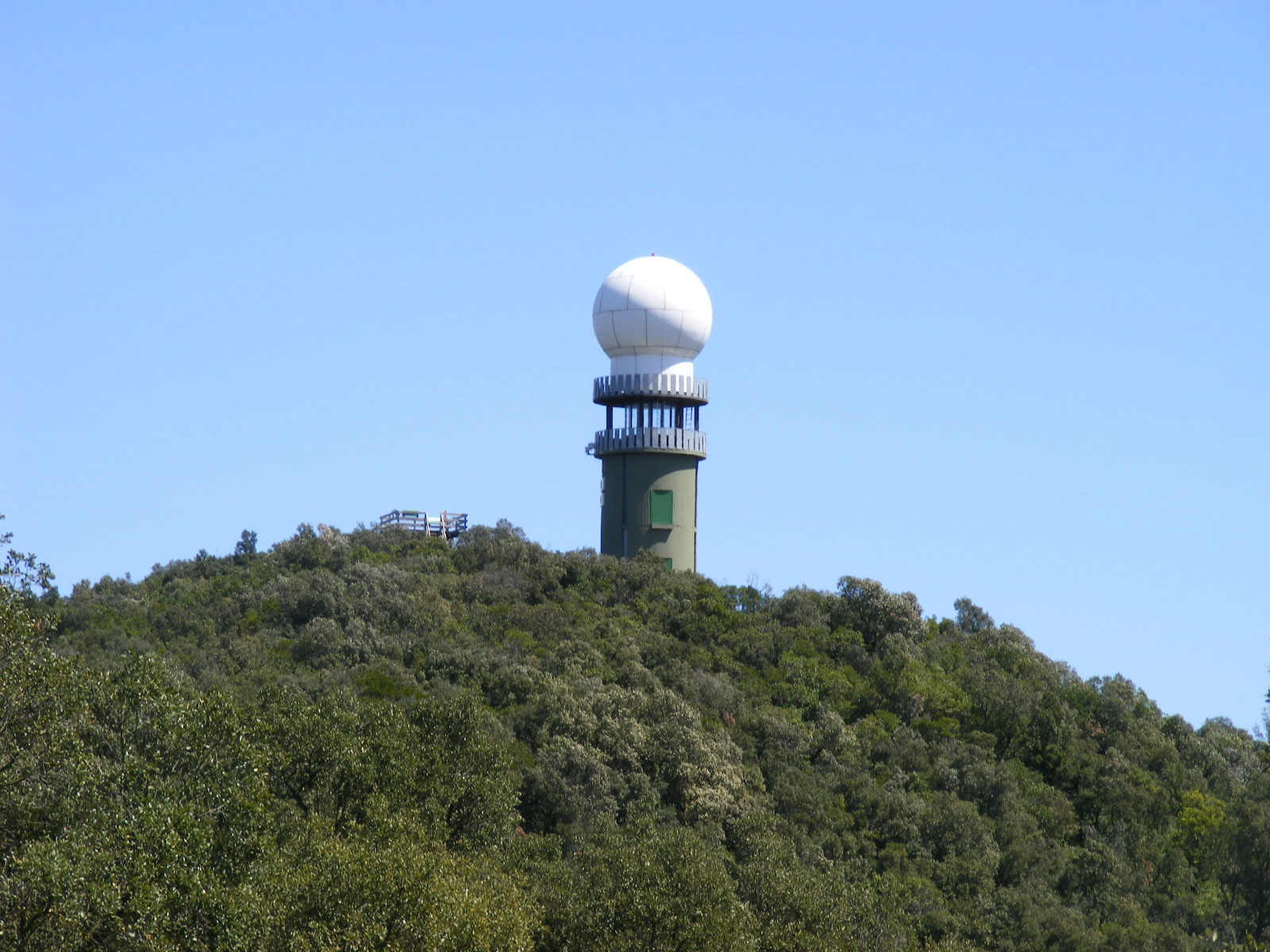

阿奎斯峰，是西班牙的山峰，位於該國東北部加泰羅尼亞，屬於加泰羅尼亞海岸山脈中加瓦雷斯山的一部分，海拔高度532米，山峰建有三角點。